# Tamtam (рок-клуб)

Постер клуба «TaMtAm»

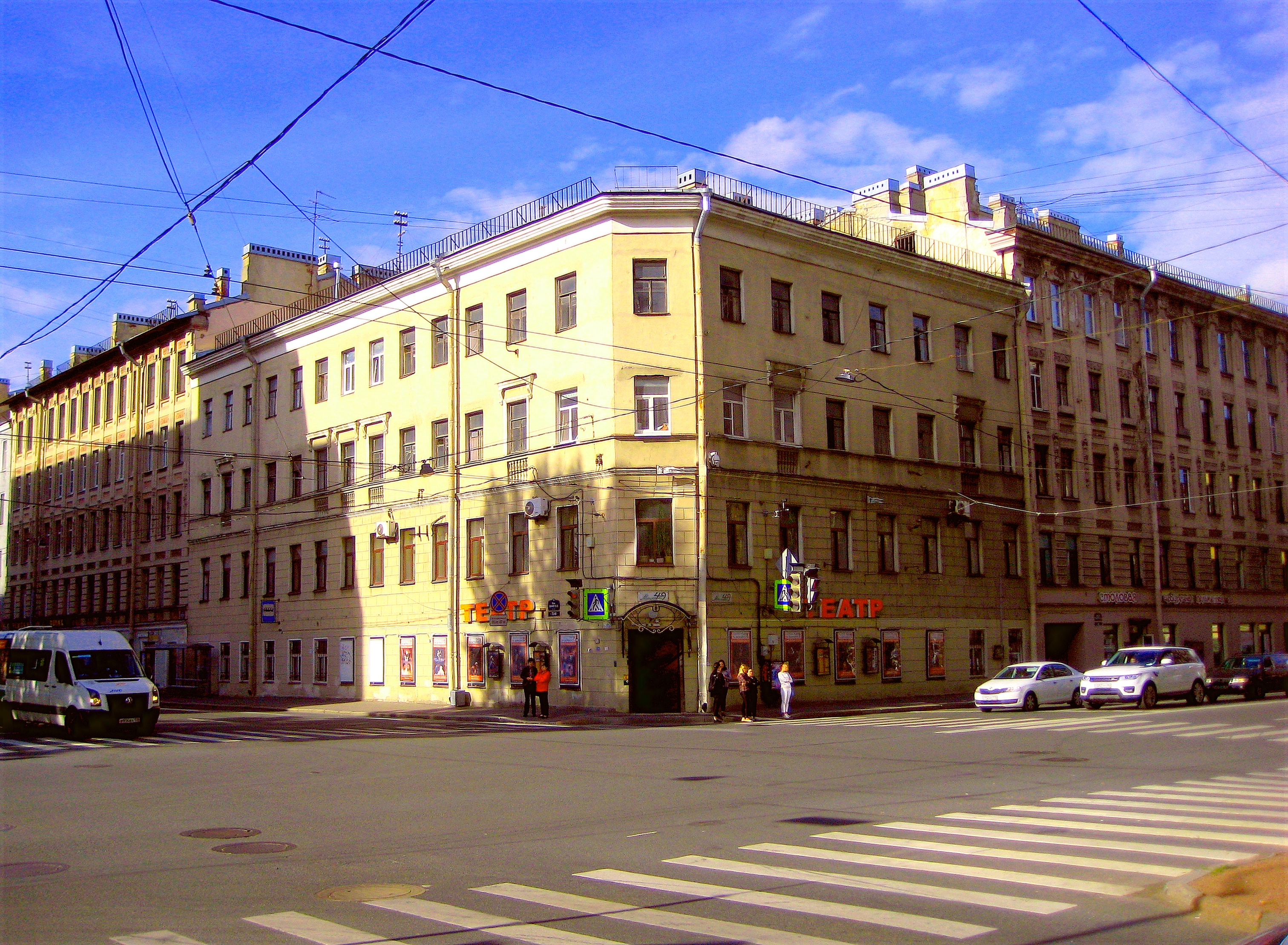
Малый проспект Васильевского острова, 49. Здесь был клуб «Тамтам».

TaMtAm (также пишется как Tamtam, tam-tam или Тамтам) — бывший петербургский рок-клуб, существовавший с 1991 года по 1996 год. Основатель клуба — бывший виолончелист рок-группы «Аквариум» Всеволод Гаккель — посетил знаменитый нью-йоркский клуб CBGB и решил открыть аналогичный в Санкт-Петербурге. Клуб копировал уже упомянутый CBGB во всём, в частности идея «панковских» четвергов была скопирована с воскресных Punk/Hardcore Matenees, которые проводились в CBGB. До 1994 года единственный петербургский рок-клуб западного образца. «Тамтам» располагался по адресу Малый проспект Васильевского острова, 49.

## История
Летом 1991 года под руководством бывшего участника группы «Аквариум» Севы Гаккеля в Санкт-Петербурге открылся первый в России альтернативный клуб западного образца, получивший название «Tamtam». На сцене заведения «родилось» множество жанрово разнообразных музыкальных коллективов — «Король и Шут», «Югендштиль», «Последние танки в Париже», «Сказы леса», «Нож для фрау Мюллер», Markscheider Kunst. Центральной фигурой сцены клуба «TaMtAm» стал Эдуард Старков со своей командой «Химера».
Основным критерием вступления в клуб было то, что группа не должна была находиться под влиянием так называемого «русского рока». Само заведение напоминало сквот, где музыканты и посетители сами участвовали в поддержании нормального функционирования клуба.
Помещение клуба оформил культовый художник, шаман и татуировщик Алексей Михеев, разработавший свой уникальный стиль росписи.
В разное время в клубе выступали такие группы, как «Автоматические удовлетворители», «АукцЫон», «Вибратор», «Джан Ку», «Кенгуру», «Кирпичи», «Маррадёры», «Машнинбэнд», Military Jane, «The Пауки», «Пупсы», «Револьвер», Scang, Spitfire, «Сплин», Tequilajazzz, Wine и другие.
В середине 1990-х годов репутация клуба была сильно подпорчена из-за постоянных драк на концертах, фактически открытой продажи тяжёлых наркотиков и постоянных рейдов милиции, которая безо всяких причин избивала посетителей клуба. В 1996 году здание клуба было продано некоей коммерческой структуре, что вызвало протесты общественности и ряд митингов в защиту клуба. Тем не менее 22 апреля 1996 года клуб был закрыт, так как его создатели больше не были заинтересованы в его дальнейшем существовании, несмотря на весомую популярность этого клуба в городе и даже в мире.
Несмотря на своё недолгое существование, сцена клуба породила целую плеяду влиятельных альтернативных музыкальных коллективов, которых до сих пор обозначают термином «поколение TaMtAm’а», а сам клуб стал отправной точкой для последующего создания похожих заведений в Санкт-Петербурге и Москве, значительная часть которых представляла собой коммерческие проекты, что являлось прямой противоположностью DIY-идеологии клуба «TaMtAm».
Весной 2016 года группа «КняZz» бывшего участника «Короля и Шута» Андрея Князева записала песню «Призраки Там-Тама».
Летом 2017 года в независимый прокат вышел документальный фильм Ивана Бортникова «ТАМТАМ: Музыка смутного времени», рассказывающий историю создания клуба.

## Культ клуба
Клуб довольно быстро приобрел культовый статус, поскольку долгое время был единственным местом, где могли выступить молодые музыканты.
Когда в конце горбачевского периода в разваливавшейся стране открылись границы, потекли из стран заморских на горбах кавказских и плечах китайских тюки с «фирмовой» (и не очень) одеждой. Когда обклеенные скотчем коробки с пиратским записями и видеокассетами выставлялись на рыночных площадях больших городов. Когда присутствие иностранного слова на футболке расценивалось как залог качества, а полиэтиленовые пакеты с надписью «Marlboro» использовали вместо сумки. Именно тогда виолончелист советской супергруппы «Аквариум» после очередного возвращения из заграничного турне открыл в Петербурге место, изменившее творческую жизнь города и страны — легендарный, ставший культом клуб «Tamtam», который дал нам десяток хороших рок-групп и сформировал стиль петербургского андеграунда 90-х.
Этот клуб был прибежищем разных субкультур, существовавших на тот момент в городе. Там бывали все: от брутальных фанатов сайкобилли в бомберах и с причудливыми прическами до дредастых ценителей регги, отрезающих верх у шапки, чтобы выпустить на волю свою пышную растительность. — Иван Бортников. Архив клуба Tamtam: как одевались панки, скинхеды и главные рок-н-рольщики Петербурга?
В клуб приходила разная публика от художников авангардистов и хиппи, до скинхедов. Из-за присутствия представителей разных, иногда враждующих, субкультур в клубе и во дворе часто бывали драки. Правоохранительные органы, которых подчас трудно отличить от бандитов, запущенный грязный город, на улицах страшно — эта атмосфера не могла не проникнуть в такой радикальный клуб, как «Тамтам». Всеволод Гаккель пытается навести хоть какой-то порядок, для групп, провоцирующих хаос, он объявляет каникулы, то есть запрещает на некоторое время выступать Клуб очень сильно напоминал сквот: жили здесь неизвестно какие люди, с этой недвижимости не получали прибыль, это была такая нонпрофитная организация.
Председатель этого колхоза давал нам полную свободу, мы только должны были после каждого концерта все убирать и платить за электричество. Два года мы существовали на птичьих правах. За это время клуб превратился в сквот: приходили ночевать люди, после концертов все оставались тусоваться до утра. Конечно, были наркотики, темные личности, бандиты, которые приходили контролировать своих же дилеров. Пару раз в поисках кого-то приходили огромные дяди в кашемировых пальто до пят. При этом над клубом располагались два этажа милицейского общежития. Это был полный абсурд, им не было ни сна, ни покоя, когда у нас начинались массовые драки, разъезды на мотоциклах или сборища по триста человек внутри и двести на улице. Я как-то посмотрел на это и подумал: «Боже мой, это же я. Это все придумал я». В 1990-х была полная анархия, и панк точно соответствовал этому времени. Везде был просто ад, а у нас был ад, защищенный границами определенного сообщества, потому что люди другого типа к нам не ходили. Tamtam считался злачным и опасным местом. — Сева Гаккель
Клуб закрылся быстро — спустя пять лет. Молодые люди, музыканты и тусовщики пытались бороться, делали сбор подписей. Но все было зря. Однако, несмотря на закрытие, клуб запомнился в памяти отечественной культуры не только опасными концертами, но и формированием новых музыкальных коллективов, которых впоследствии окрестили «поколением „ТамТама“»:
«Тамтам» был именно такой космопорт, то есть это место было реально заполнено инопланетными людьми, причем совершенной разными, у каждого со своими тараканами, со своими идеями, радикально отличающимися друг от друга. И при этом существовала такая атмосфера общности, дружбы, общения, ты всегда мог с кем-то пообщаться. — Илья Чёрт